# 신현주
신현주(1980년 7월 13일~)는 대한민국의 골프 선수이다.